# 北条政範
北条 政範（ほうじょう まさのり）は、鎌倉時代初期の武将。父は北条時政、母は時政の後妻の牧の方。

## 生涯
文治5年（1189年）、北条時政の四男として生まれる。元久元年（1204年）4月に16歳で従五位下に叙され左馬権助に任官した。母が京の出身ということもあり、同年10月14日に3代将軍源実朝が都の貴族である坊門信清の娘（西八条禅尼）を正室に迎える際の使者として上洛した。しかし道中で病にかかり、11月3日に京に到着した2日後に急死した。なお『吾妻鏡』では実朝の正室を迎える使者として上洛した御家人の代表を政範1人としているが、『仲資王記』元久元年11月3日条によると時政もともに上洛していたことが確認される。
時政の嫡男は、元々先妻である伊東祐親の娘（あるいは妹）が生んだ長男北条宗時であったが、政範の誕生前に戦死している。政範の若年での官位の高さから、ある時期において貴族出身である牧の方を母とする政範が新たな嫡男として位置づけられたと考えられている。
時政・牧の方鍾愛の子であり、牧の方所生唯一の男子であった政範の死は、畠山重忠の乱、牧氏事件と続く鎌倉幕府、北条氏一族内紛のきっかけとなっている。

## 関連作品
テレビドラマ
- 『草燃える』（1979年、NHK大河ドラマ、演：高橋淳）
- 『鎌倉殿の13人』（2022年、NHK大河ドラマ、演：中川翼）